# Post-Panamax

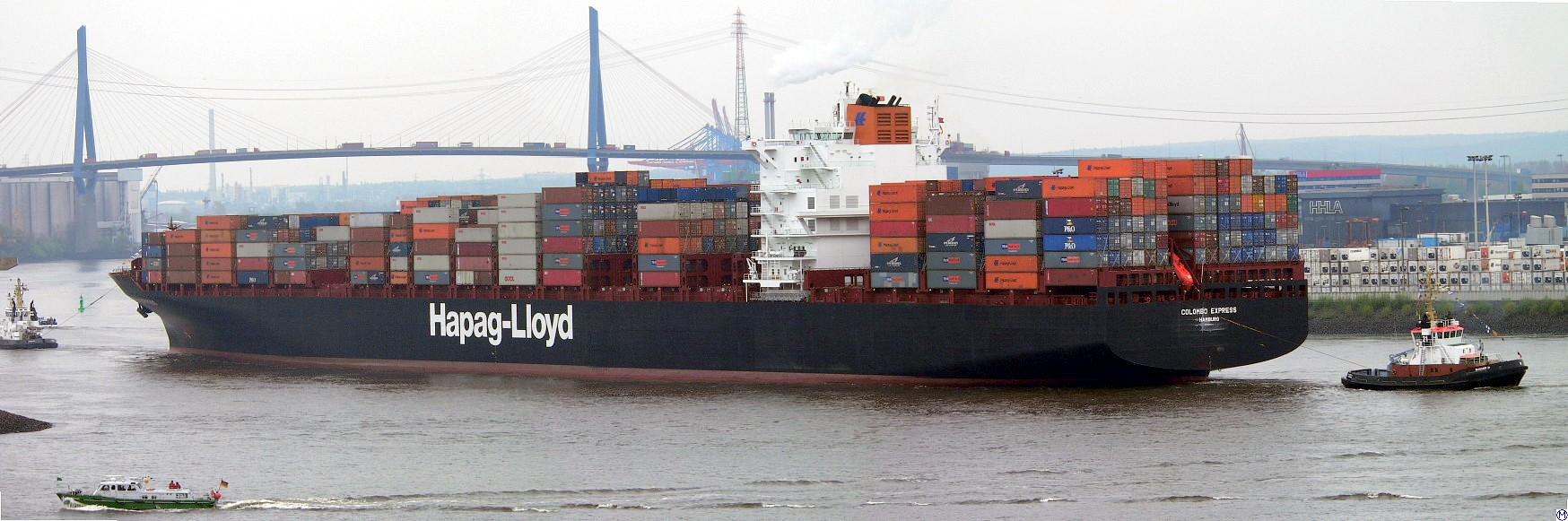
«Colombo Express», судно Hapag-Lloyd класу post-Panamax

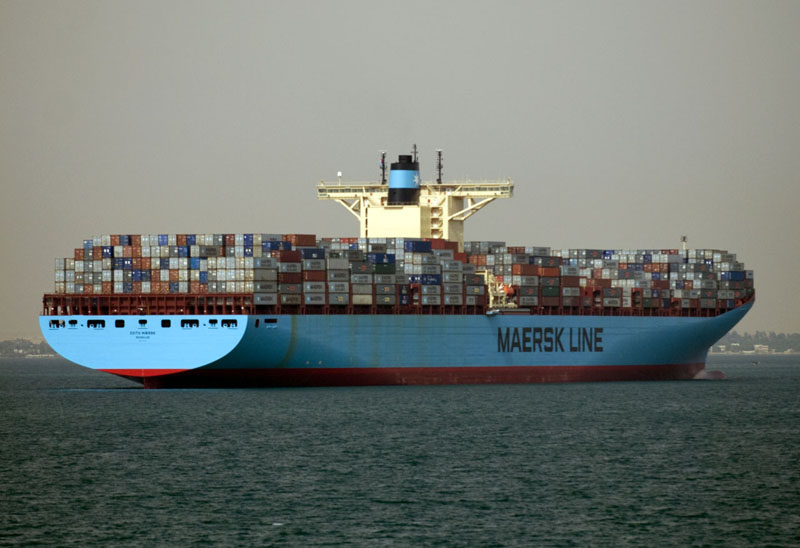
«Edith Maersk» класу post-Panamax у Суецькому каналі

Post-Panamax (укр. Пост-Панамакс) — судно, яке через свої розміри не може пройти через старі шлюзи Панамського каналу. Ці судна все більше займають місце суден Panamax, які можуть проходити через Панамський канал.

## Еволюція
З середини 1990-х все більше і більше суден Post-Panamax використовуються в контейнерних перевезеннях. Наприклад, усі порти інвестують у постійно зростаючу інфраструктуру для прийому цих суден. Нині кораблі, які не можуть пройти через Панамський канал, складають близько 27% загальної місткості світу. Очікується, що в найближчі роки частка цих кораблів ще зросте.
Близько 50% новозбудованих контейнеровозів — це судна Post-Panamax. У 2011 році судно Emma Mærsk, місткістю приблизно 14  500 TEU, був найбільший контейнеровоз. У лютому 2011 року компанія Maersk замовила серію з 10 нових кораблів Maersk Triple-E місткістю 18 000 TEU. З того часу цей показник був перевершений MSC Oscar. Який може перевозити 19 200 стандартних контейнерів. Це судно надійшло на озброєння на початку 2015 року.

## Ефективність
Кораблі Post-Panamax досягають максимальної ефективності при розгортанні на глобальних маршрутах, де перевозяться великі вантажі. Адже відносні витрати на експлуатацію судна зменшуються з перевезенням більшого вантажу. Тоді загальні витрати на відвантажений контейнер на 20% нижчі порівняно з кораблями Panamax.

## Більші шлюзи
У середині 2016 року на Панамському каналі почали використовувати нові та більші шлюзи. Судна Post-Panamax, які можуть проходити через ці шлюзи, є neopanamax. Нічого не змінилося для навіть більших кораблів, вони залишаються класу Post-Panamax. Через старі шлюзи можуть проходити судна з дедвейтом понад 50 000 і 120 000 дедвейтом через нові шлюзи. Для контейнеровозів обмеження було збільшено приблизно від 5000 TEU до 13 000 TEU.